# 9 (chiffre)
Pour les articles homonymes, voir Neuf.
Ne doit pas être confondu avec 9 (nombre).
Le chiffre neuf, symbolisé  9 dans la majorité des systèmes d’écriture occidentales, est le signe scripturale servant notamment à désigner le nombre neuf dans les systèmes graphiques de représentation symbolique. Il se distingue donc du nombre par ceci qu’il désigne l’élément graphique et les concepts qui se rapportent à cet élément graphique, là où le nombre réfère à l’objet mathématique et aux concepts qui s’y rapportent. Dans le langage des signes, le chiffre six formant le chiffre neuf est utilisé pour dire oui.

## Évolution du glyphe
Au départ, divers Indiens écrivaient 9 d'une manière qui ressemble beaucoup au point d'interrogation, mais sans le point de la base. Les Kshtrapa, Andhra et Gupta commencèrent à incurver la ligne verticale du bas pour en faire un caractère ressemblant à notre 3. Les Nagari continuèrent le trait inférieur pour faire un cercle entourant cette sorte de 3, de la même manière pour l'arobase (qui encercle un minuscule a). Au cours du temps, le cercle qui entoure devint plus grand et sa ligne continua en dessous du cercle, et la sorte de 3 devint plus petit. Puis, tout cela rendit la sorte de 3 aussi petit qu'un trait. Les Arabes connectèrent simplement ce trait au milieu de la ligne descendante, et tout ce que les Européens ajoutèrent furent des fioritures.

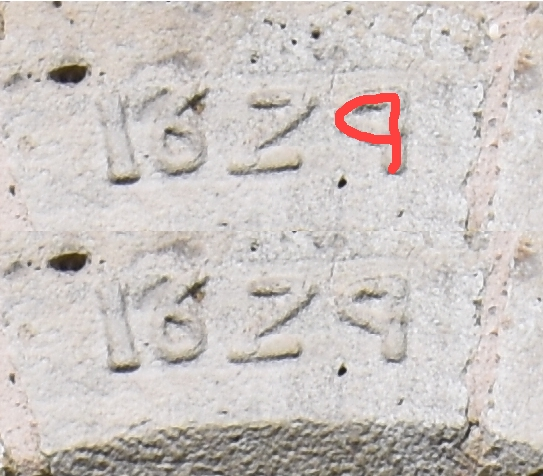
Glyphe du chiffre 9 en 1629.

## Graphies actuelles
La graphie « 9 » n'est pas la seule utilisée dans le monde ; un certain nombre d'alphabets — particulièrement ceux des langues du sous-continent indien et du sud-est asiatique — utilisent des graphies différentes.
| Alphabet   | Chiffre | Alphabet | Chiffre | Alphabet  | Chiffre | Alphabet | Chiffre |
| ---------- | ------- | -------- | ------- | --------- | ------- | -------- | ------- |
| Amharique  | ፱       | Arabe    | ۹       | Bengalî   | ৯       | Birman   | ၉       |
| Devanāgarī | ९       | Gujarati | ૯       | Gurmukhî  | ੯       | Kannara  | ೯       |
| Khmer      | ໙       | Latin    | 9       | Malayalam | ൯       | Oriya    | ୯       |
| Tamoul     | ௯       | Télougou | ౯       | Thaï      | ๙       | Tibétain | ༩       |

## Affichage à sept segments
Voici le « 9 » dans un affichage à sept segments, utilisé notamment sur certains écrans de visualisation :

Affichage du « 9 ».